# Vranjina
Vranjina (cyr. Врањина) – wieś w Czarnogórze, w gminie Podgorica. W 2011 roku liczyła 212 mieszkańców.
Jest siedzibą Parku Narodowego Jezioro Szkoderskie.